# Balcanització
Balcanització és un terme geopolític per descriure el procés de fragmentació o divisió d'un marc territorial que ha tingut un passat polític comú administrativament. El resultat obtingut són unitats nacionals o plurinacionals, sovint enfrontades entre si. Queden sovint disputes sobre la delimitació del territori de cadascú o entre grups lingüístics o religiosos.
La paraula prové de la divisió i reorganització que va començar a partir de les Guerres Balcàniques (1912-1913) i de la Primera Guerra Mundial (1914-1918) als Balcans, després de l'esfondrament de l'Imperi Austrohongarés i de l'imperi Otomà. Les fronteres imperials no tenien gaire compte de les sensibilitats diferents, i sovint n'aprofitaven segons l'antiga estratègia del divide et impera. Va ser caracteritzada per picabaralles constants entre d'altres entre romanesos i hongaresos principalment, i entre els diversos pobles de la zona que es va independentitzar de l'Imperi Otomà. Una part es va reunificar durant i després de le segona guerra mundial pels partisans condüits per Josip Broz Tito (1982-1980) i formar Iugoslàvia («Slàvia meridional») que al seu torn es va desintegrar després de les Guerres del Balcan entre 1991 i 2001.
També s'utilitza per descriure altres formes de desintegració; per exemple, la «balcanització d'Espanya», anhelada pels uns, temuda per d'altres. Fora de la geopolítca, és parla entre d'altres de la balcanització d'Internet va començar com una xarxa mundial. A poc a poc uns estats hi han creat fronteres per controlar els continguts als quals els ciutadans poden accedir.